# Jarosław (ville)
Pour les articles homonymes, voir Jarosław.
Jarosław (en allemand : Jaroslau ; en ukrainien : Ярослав) est une ville de la voïvodie des Basses-Carpates (en polonais : Podkarpackie), dans le sud-est de la Pologne. Sa population s'élevait à 39 426 habitats en 2012.
Située à la frontière de deux régions géographiques, la basse vallée du San et les contreforts de Rzeszów (Podgorze Rzeszów), Jarosław est au carrefour de trois religions et de trois cultures : polonaise, ukrainienne et anciennement juive galicienne. La ville possède une riche tradition et de nombreux monuments. C'est un nœud routier important et une ville commerciale. 
Pendant la période 1975-1998, la ville appartenait administrativement à la voïvodie de Przemyśl. 
On l’appelle la Perle des Basses-Carpates.

## Histoire
Les premières mentions de 1152 inscrites dans la chronique ruthène indiquent déjà que la ville est un bourg fortifié appartenant au prince de Włodzimierz-Halicz (Vladimir-Galicie). À l'origine, le hameau, situé sur la Colline de Saint-Nicolas jouant un rôle de plus en plus important, a obtenu aux environs de 1323 le privilège de ville fondé sur le droit polonais. Après avoir reçu de Ladislas (Władysław) Opolczyk les nouveaux droits communaux fondés sur le droit de Magdebourg en 1375, Jarosław s'est développée rapidement. 
Aux environs de 1387 la ville est devenue la propriété privée de la riche famille des Tarnowski, ensuite Jarosław a été administrée par les familles Odrowąż, Kostka, Ostrogski, Sieniawski, Zamojski, Koniecpolski, Sobieski, Sanguszko et Czartoryski. 
Depuis le premier partage de la Pologne en 1772 jusqu'en 1918, la ville (nommée Iaroslau, puis bilingue Jaroslaw - Jaroslau à la fin du XIXe siècle) fait partie de la monarchie autrichienne (empire d'Autriche), puis Autriche-Hongrie (Cisleithanie après le compromis de 1867), chef-lieu du district de même nom, l'un des 78 Bezirkshauptmannschaften en province (Kronland) de Galicie. 
La ville a été rachetée par ses habitants aux anciens propriétaires dans la seconde moitié du XIXe siècle. Le statut de ville privée était avantageux pour son développement, et la richesse de Jarosław est devenue avec le temps légendaire. Elle était due à sa situation au carrefour de voies de commerce importantes et aussi grâce aux privilèges obtenus par les propriétaires de la ville.

### Histoire récente
La période d'après 1945 est le temps du développement et de l’industrialisation de la ville qui a obtenu le statut de powiat (district). D'anciens établissements industriels (agroalimentaire : la boucherie industrielle « Jarosław », l'usine de pâtisserie et confiserie « San ») ont été agrandis, et de nouveaux établissements : l'usine de confection « Jarlan » et la verrerie « Huta Szkła Jarosław » ont été fondés. 
En 1990, la ville est entrée dans une nouvelle étape de son histoire, liée au changement de régime en Pologne qui ont reconstitué entre autres les collectivités territoriales. En application de la réforme administrative du pays reconstituant de grandes voïvodies, Jarosław a recouvré son ancien statut de chef-lieu de powiat le 1er janvier 1999.

## Économie
La ville contemporaine ne se limite pas aux monuments de la vieille ville légués par l'histoire. Elle est désormais un centre industriel qui se développe rapidement grâce à sa position consolidée sur la carte économique de la Pologne. La parfaite localisation sur la Route européenne E-40 Zgorzelec − Medyka et sur l’autoroute en construction A−4, avec deux sorties à une distance de 5 km du centre de la ville, créent les conditions parfaites pour tous les investisseurs qui veulent y faire fructifier leur capital. Située à 30 km du passage frontalier récemment ouvert à Korczowa qui sera emprunté dans l’avenir par la route joignant l’Europe de l’Ouest à l’Ukraine et la Russie du Sud, Jarosław est un endroit idéal pour la localisation d'entreprises planifiant leur expansion économique vers les marchés orientaux à fort potentiel. Elle possède aussi une gare ferroviaire.
Le processus de privatisation des plus grands établissements industriels a placé la ville parmi les premières  en Pologne. Ont été privatisées des entreprises renommées comme la verrerie « Huta Szkła Jarosław » SA avec la participation de la firme américaine Owens Illinois Inc., la boucherie « Jarosław » SA  rachetée par l’investisseur polonais « Sokołów » SA. 
Jarosław, au grand potentiel industriel, va s’enrichir avec un nouveau grand investissement, qui sera  sans aucun  doute la construction d’une nouvelle centrale électrique au gaz écologique moderne financée par la firme anglaise Eastern Generation.

## Jumelages
La ville de Jarosław est jumelée avec :
- Michalovce (Slovaquie) depuis le 5 juillet 1998
- Humenné (Slovaquie) depuis le 22 aout 2005
- Orange (France) depuis le 15 mai 2001
- Dingelstädt (Allemagne) depuis le 25 aout 2001
- Vyškov (Tchéquie) depuis le 12 mai 2001
- Oujhorod (Ukraine) depuis le 6 octobre 2002
- Yavoriv (Ukraine) depuis le 2 juin 2006
- 10e arrondissement de Budapest (Hongrie) depuis le 5 octobre 2012
- Svidník (Slovaquie) depuis le 25 octobre 2013

## Personnalités liées à la ville
Personnalités nées à Jarosław :
- Siegfried Lipiner (1856-1911), écrivain autrichien ;
- Max Glass (1882-1964), réalisateur autrichien ;
- Władysław Jahl (1886-1953), peintre polonais ;
- Emanuela Kalb (1899-1986), religieuse polonaise ;
- Sam Spiegel (1901-1985), producteur américain ;
- Erna Bogen (1906-2002), escrimeuse hongroise ;
- Eda Lichtman (1915-1993), rescapée du centre d'extermination de Sobibór ;
- Léa Roitman (1919-2014), assistante sociale, artiste et résistante franco-israélienne ;
- Dov Lior (né en 1933), rabbin israélien ;
- Piotr Szczotka (né en 1981), basketteur polonais ;
- Katarzyna Wąsowska (née en 1982), volleyeuse polonaise ;
- Ewelina Staszulonek (née en 1985), lugeuse polonaise ;
- Jakub Mareczko (né en 1994), cycliste italien ;
- Rafał Strączek (né en 1999), footballeur polonais.

## Galerie

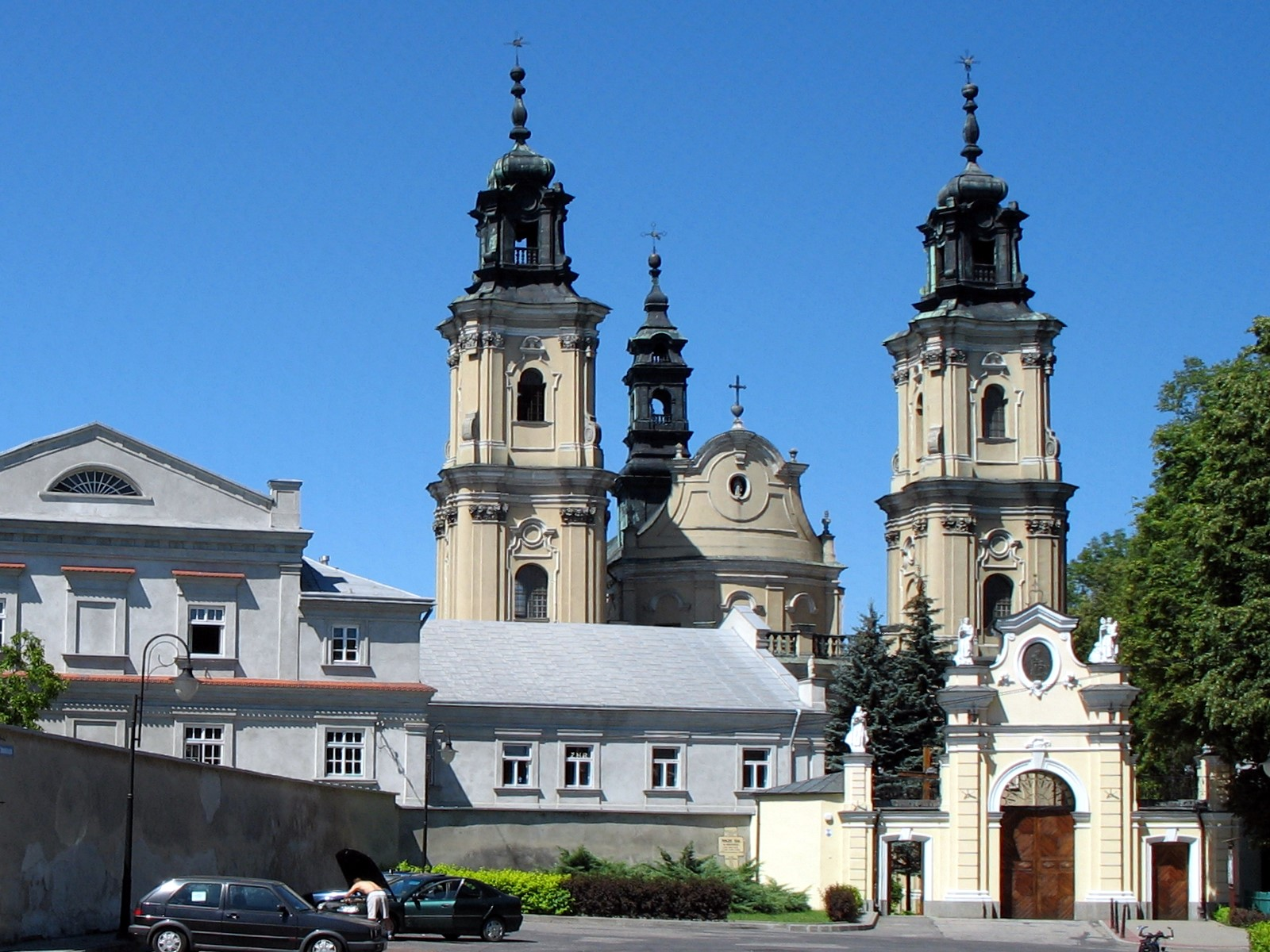
Église dominicaine
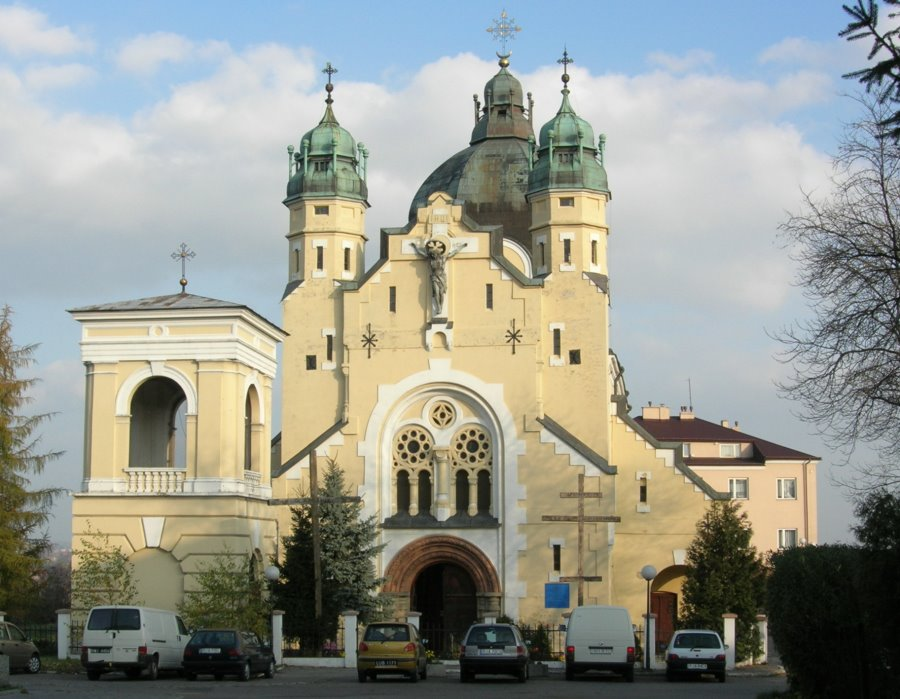
Église grecque-catholique de la Transfiguration du Seigneur
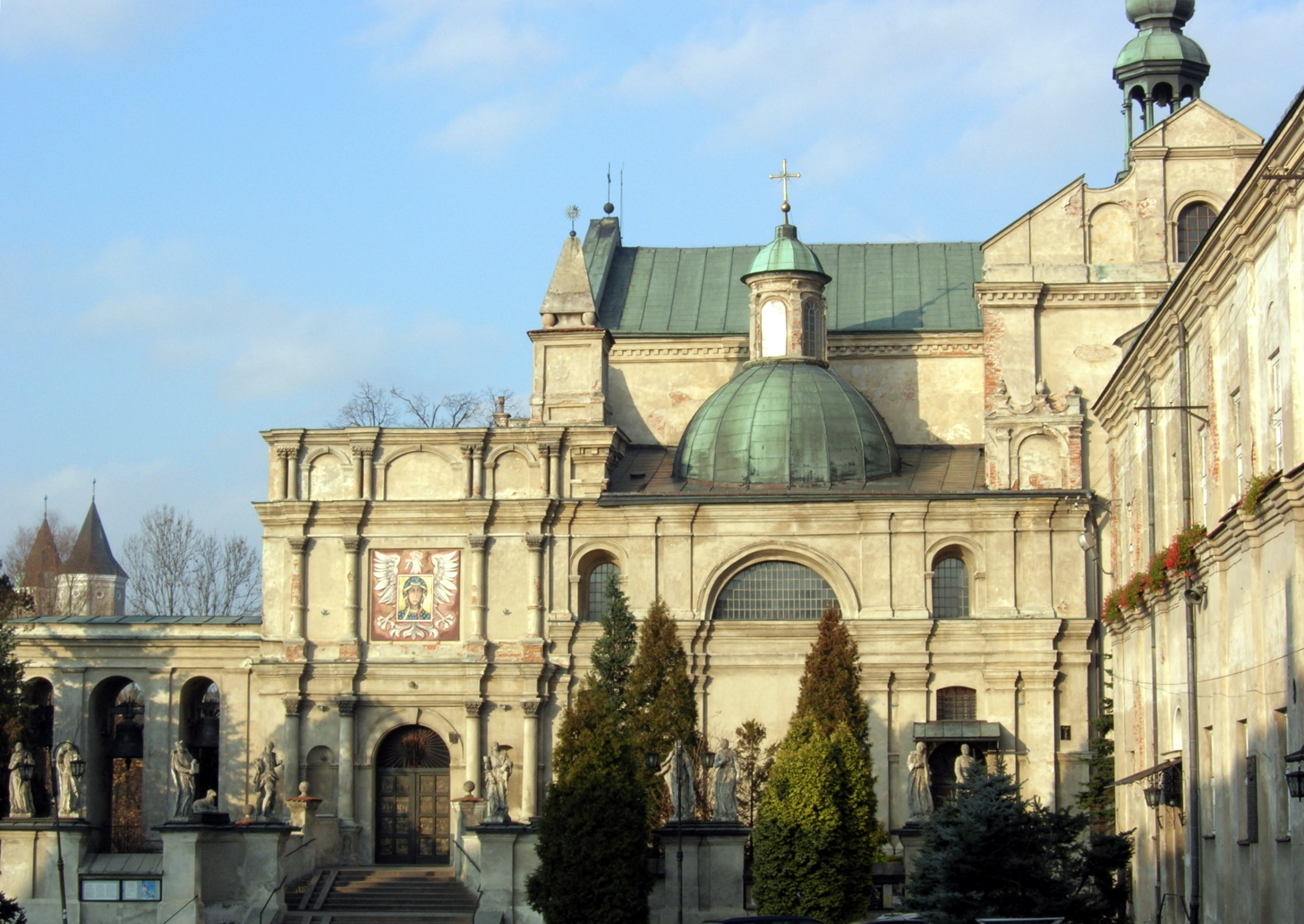
Église Corpus Christi
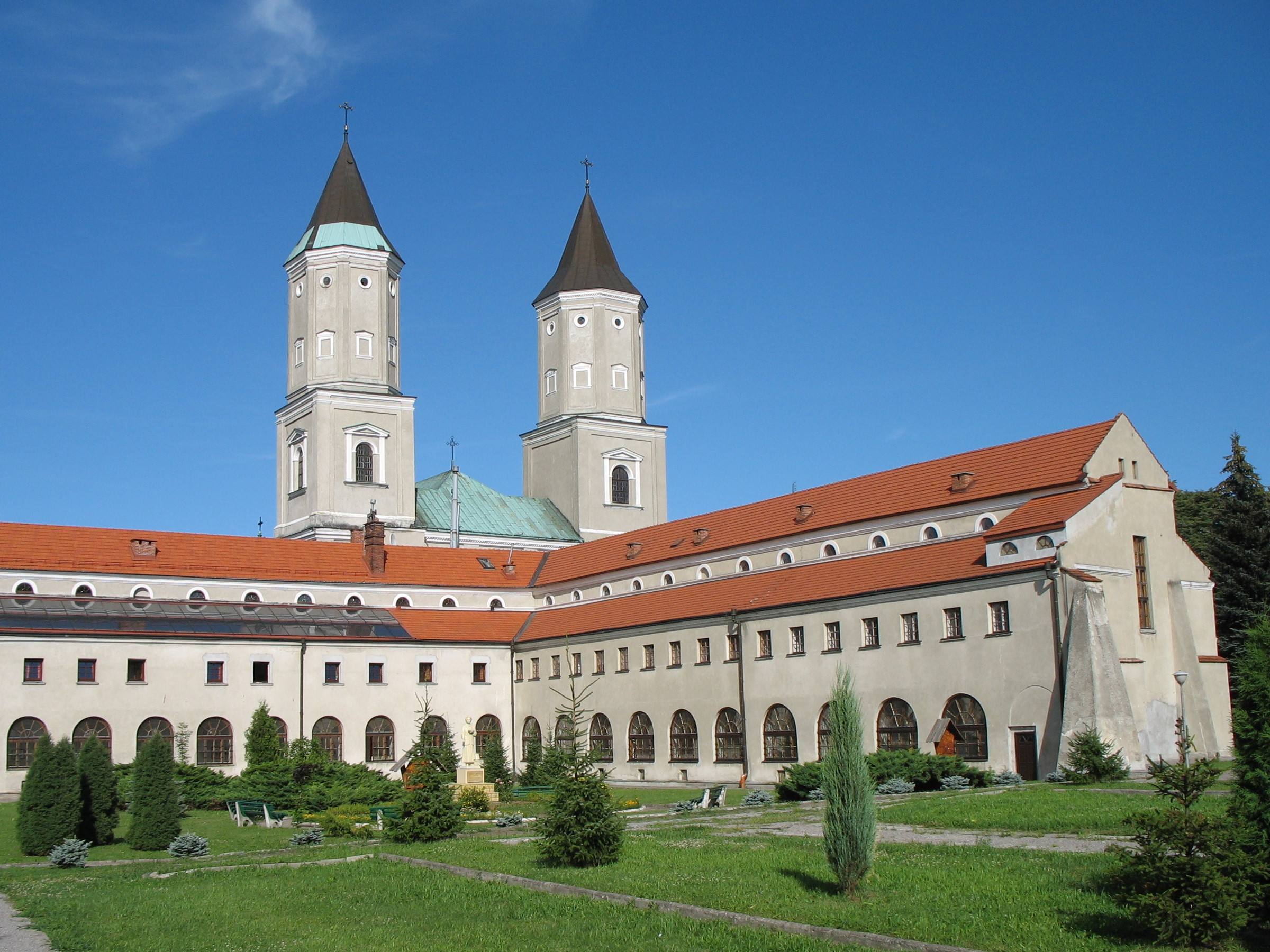
Église Saint-Nicolas et monastère bénédictin